# Marcus Linday
Marcus Linday, né le 2 juin 2003 en Suède, est un footballeur suédois qui joue au poste de milieu central au SC Heerenveen.

## Biographie

### Assyriska FF
Né en Suède, Marcus Linday commence le football au Pershagens SK puis il joue dans les divisions inférieures du football suédois avec le Assyriska FF. Il découvre aussi avec ce club la troisième division suédoise, faisant ses débuts dans cette compétition le 5 avril 2021, lors de la première journée de la saison 2021, face au Täby FK (en). Il entre en jeu et son équipe est battue par sept buts à deux.

### Västerås SK
En janvier 2024, Marcus Linday rejoint le Västerås SK, tout juste promu en première division. Le transfert est annoncé dès le 2 novembre 2023 et il signe un contrat de deux ans, soit jusqu'en décembre 2025, avec une option pour deux années supplémentaire.
Il découvre alors l'Allsvenskan, l'élite du football suédois, jouant son premier match lors de la première journée de la saison 2024, le 1er avril 2024 contre l'AIK Solna. Il est titulaire son équipe est battue par un but à zéro.

### SC Heerenveen
En janvier 2025, Marcus Linday rejoint les Pays-Bas en s'engageant avec le SC Heerenveen. Le transfert est annoncé dès le 24 septembre 2024 et il signe un contrat de quatre ans et demi, soit jusqu'en juin 2029.
Il joue son premier match sous ses nouvelles couleurs le 12 janvier 2025, lors d'une rencontre d'Eredivisie, la première division néerlandaise, face au NAC Breda. Il est titularisé et son équipe s'impose par quatre buts à deux.